# Hyaleucerea costinotata
Hyaleucerea costinotata är en fjärilsart som beskrevs av Paul Dognin 1900. Hyaleucerea costinotata ingår i släktet Hyaleucerea och familjen björnspinnare. Inga underarter finns listade i Catalogue of Life.